# سد هراز
سد هراز سدی خاکی با هسته رسی در حال ساخت در ۲۰ کیلومتری جنوب آمل بر روی رودخانه هراز است. سد هراز به عنوان بزرگترین سد خاکی شمال کشور و چهارمین سد بزرگ خاکی در ایران در بیست کیلومتری جنوب آمل از سال ۱۳۸۹ در دست ساخت است. در انتها سال ۱۴۰۳ پیشرفت فیزیکی ساخت سد هراز به ۷۰ درصد رسیده است.

## دیدگاه های مختلف درباره سد هراز
در شرایطی که کشور با بحران‌های جدی کم‌آبی، کاهش تولید برق، و خسارات فزاینده ناشی از سیلاب‌ها مواجه است، پروژه ملی سد هراز می‌تواند نقشی حیاتی در کاهش این آسیب‌ها و تقویت زیرساخت‌های اقتصادی و زیست‌محیطی کشور ایفا کند. در حالی که هزینه تکمیل این سد به همراه جاده جایگزین در سال ۱۴۰۴ تنها ۷۰۰۰ میلیارد تومان برآورد شده و فقط یک‌بار پرداخت می‌شود، بهره‌برداری از آن سالانه حدود ۳۴۰۰ میلیارد تومان صرفه‌جویی و درآمد اقتصادی مستقیم به همراه دارد. از سوی دیگر، این پروژه از تحمیل بیش از ۱۳ هزار میلیارد تومان هزینه برای شیرین‌سازی آب شور (با احتساب میانگین ۲۵ هزار تومان برای هر مترمکعب) نیز جلوگیری می‌کند و همچنین مانع از وقوع خسارات چند هزار میلیارد تومانی ناشی از کمبود آب و برق در کشور می‌شود. هر ماه تاخیر در تکمیل این پروژه، علاوه بر توقف منافع بالا، هزینه‌های ثابت نگهداری، حقوق کارکنان، نگهبانان، تعمیر تجهیزات و استهلاک را نیز به همراه دارد که هیچ بازدهی برای کشور ندارد.
این در حالی است که با بهره‌برداری از سد، جمع‌آوری و پاک‌سازی کامل سایت زباله عمارت در دستور کار قرار خواهد گرفت و منطقه ساماندهی می‌شود. در واقع، افتتاح سد نه‌تنها تهدیدی نیست بلکه راه‌حل نهایی مدیریت زباله‌های بالادست نیز خواهد بود.
از طرفی برخی مخالفان سد هراز بیان می کنند چون پروژه های سدسازی در ترکیه و افغانستان سبب شده مناطق مختلف داخل ایران با کمبود آب مواجه شوند، به همین دلیل سدسازی ایده مناسبی نیست. از طرفی بیان می‌کنند که در دنیا سدها تخریب می‌شوند، در حالی که واقعیت این است که سدهایی که از عمر آن‌ها دهه‌ها گذشته و کارایی اقتصادی و زیست‌محیطی خود را از دست داده‌اند، بازنشسته یا حذف می‌شوند و هم‌زمان سدهای مدرن با طراحی جدید ساخته می‌شوند. کشورهایی مثل چین، ترکیه، و هند همچنان از بزرگ‌ترین سازندگان سد در جهان هستند.

## اهداف
سهم بالای آب‌های زیرزمینی در تامین آب شرب در استان مازندران (۸۸٪ آب شرب و ۴۵٪ آب کشاورزی) موجب کاهش سطح آب‌های زیرزمینی در برخی مناطق و برخورد با مشکل کاهش کیفیت آب شرب شده است. از طرف دیگر فقط از طریق رودخانه هراز سالانه صدها میلیون متر مکعب آب شیرین در استان به دریا ریخته و غیرقاب استفاده می‌شود. لذا شرکت آب منطقه‌ای مازندران در طرح جامع تامین آب استان برای افزایش سهم آب‌‌های سطحی از تامین آب هدف گذاری کرده و ساخت زیرساخت‌های لازم را در دستور کار قرار داده. سد هراز با تنظیم ۶۵۰ میلیون متر مکعب از آب رود هراز، ۱۴٪ از روان آب‌های استان که پیش از این به دریا می‌ریخت را کنترل کرده و سهم بزرگی در هدف آب منطقه‌ای استان برای تامین آب استان از آب‌های سطحی خواهد داشت.
با بهره‌برداری از سد هراز آمل در مرحله نخست ۲۵ مگاوات برق تولید خواهد کرد و حدود ۱۰۰ هزار هکتار از شالیزارهای کم‌آب شهرستان‌های آمل، بابل، بابلسر، فریدون‌کنار، نور و محمودآباد را تحت پوشش خواهد برد و همچنین سیلاب رودخانه کنترل و ظرفیت‌های اقتصادی، گردشگری و توریستی منطقه توسعه می‌یابد.

## تاریخچه ساخت سد
ساخت سد هراز در سال‌های ۱۳۶۹ و ۱۳۷۰ ردیف اعتباری در بودجه ملی کشور دریافت کرده بود ولی کار خاصی انجام نشد بود.
مطالعات مرحله اول طرح در سال ۱۳۸۵ به شركت مهاب قدس واگذار گرديد. همزمان با ابلاغ مطالعات مرحله دوم از سوی كارفرمای مازندران، عمليات اجرايی سد نيز در سال ۱۳۸۹ آغاز گرديد. ساخت تونل انحراف سد هراز در سال ۱۳۸۹ شروع شد و مطالعات طراحی بدنی و نیروگاه سد در سال ۱۳۹۲ تکمیل شد و در سال ۱۳۹۴ ساخت بدنه سد شروع شد.
ساخت سد هراز در صورت مساعد بودن تمام شرایط تنها به دو الی سه سال زمان نیاز داشت. اما وجود برخی از مشکلات سبب شد که ساخت سد هراز بیش از حد به طول بیانجامد.
از مشکلات و علل طولانی شدن روند ساخت سد هراز می توان به تخصیص قطره چکانی بودجه، خرج کردن بخشی از بودجه در جاهای دیگر، عدم استفاده از تجهیزات پیشرفته جهت حفر تونل برای جاده جایگزین (همانند تجهیزات حفر تونل مترو) و ضعف های مدیریتی در این پروژه اشاره کرد. همچنین از دیگر حواشی و چالش های مهم ساخت این سد، می توان به هزینه های مالی و تبلیغاتی، جهت کند کردن روند ساخت سد هراز توسط صاحبان برخی از معادن شن و ماسه در بالادست و پایین دست سد هراز اشاره کرد.

### توقف ساخت سد
در سال ۱۳۹۷ بعد از سال‌ها تخصیص قطره چکانی اعتبارات پیش بینی شده در طرح، پیمانکار طرح ۵۰۰ نفر از ۷۰۰ نفر نیروی کار طرح که ۳ ماه هم حقوق نگرفته بودند را تعدیل کرد و تا فرآیند ساخت تقریبا تعطیل شود. در این باره عزت‌الله یوسفیان، نماینده وقت آمل در مجلس نیز بیان کرد که قرار بود ۸۰ میلیارد تومان برای پیشرفت طرح اختصاص دهیم که با اینکار پیمانکار فقط مطالبات (عقب افتاده) پیمانکار پرداخت می‌‌شود. اما وزیر نیروی وقت توقف ساخت سد هراز را تکذیب کرد در شهریور سال ۱۳۹۸ استاندار مازندران در بازدید از سد هراز خبر از پیشرفت مناسب طرح ساخت سد را داد.
ساخت سد هراز در صورت مساعد بودن تمام شرایط تنها به ۳-۲ سال زمان نیاز داشت، اما وجود برخی از مشکلات سبب شد که ساخت سد هراز بیش از حد به طول بینجامد.
از مشکلات و علل طولانی شدن روند ساخت در این طرح عمرانی می توان به تخصیص قطره چکانی و خارجی از برنامه زمانی بودجه ساخت توسط دولت، خرج کردن بخشی از بودجه در جاهای دیگر، عدم استفاده از تجهیزات پیشرفته جهت حفر تونل برای جاده جایگزین (همانند تجهیزات حفر تونل مترو) و ضعف‌های مدیریتی پروژه اشاره کرد. از دیگر حواشی و چالش های مهم ساخت این سد، می توان به هزینه های مالی و تبلیغاتی جهت کند کردن روند ساخت سد هراز توسط صاحبان برخی از معادن شن و ماسه در بالادست و پایین دست سد هراز اشاره کرد.
در آبان سال ۱۴۰۲ سید ابراهیم رئیسی، رئیس جمهوری ایران در پیامی مستقیما دستور به حذف موانع ظرف مدت ۱۵ روز و تسریع در اتمام ساخت سد هراز را صادر کرد. با این وجود نه تنها ضرب‌الاجل صادر شده نادیده گرفته شد بلکه روند ساخت سد هراز بسیار کندتر از قبل شد.

## اهمیت و مشکلات
این سد به عنوان یکی از مهم‌ترین سدهای در حال ساخت کشور طی سال‌های اخیر بارها به دلایل مختلف مورد توجه رسانه‌ها و جامعه قرار گرفته است. مباحثی مانند اثرگذاری در مهار آب‌های سطحی، ایفای نقش در تأمین آب آشامیدنی مورد نیاز مناطق پایین‌دست سد، تضمین آب مورد نیاز کشاورزی در دشت بزرگ و استراتژیک هراز، بهبود جریان زیست‌محیطی رودخانه و تولید انرژی به روش برق‌آبی و ایجاد طرح گردشگری نکات مهمی هستند که در ساخت این سد به عنوان اهداف اصلی مورد توجه قرار دارند. در عین حال طولانی شدن فرآیند ساخت، تأخیر در اجرا به دلیل کمبود اعتبار و بحث‌های مرتبط با دپوی زباله در نزدیکی محل دریاچه سد مسائل انتقادی مطرح شده درباره این سد هستند. ورود فاضلاب‌های صنعتی و شهری، توسعه نامتوازن مزارع پرورش ماهی، برداشت بی‌رویه آب و معادن شن و ماسه، حیات رود هراز را به نابودی کشانده‌اند. پژوهشگر مؤسسه تحقیقاتی تکامل و تنوع زیستی لایب‌نیتز آلمان با بیان اینکه رودخانه هراز در گذشته یکی از مهم‌ترین مسیرهای مهاجرت ماهیان اقتصادی و رودکوچ دریای خزر بوده که با مشکلات ساخت این سد رونق سابق را از دست داده است.

## ویژگی‌های طرح و کارهای انجام شده
- بلندترین تاج سد شمال ایران
- بهره‌برداری از اولین مدل هیدرولیکی و اصلاح‌شده سامانه تخلیه سیلاب ایران
- چهارمین سد بزرگ از نوع خاکی با هسته رسی ایران
- تأمین آب شرب و کشاورزی شش شهر مرکزی استان مازندران
- رونق ۹۶ هزار هکتار از اراضی کشاورزی استان مازندران
- نصب نیروگاه ۲۵ مگاواتی با توان تولید انرژی ۱۵۵ مگاوات ساعت در سال
- احداث جاده و مسیر جایگزین جهت تردد وسائل نقلیه به طول ۱۱ کیلومتر
- احداث چندین تونل در مسیر جاده جایگزین
- ایجاد طرح‌های گرشگری
- بهسازی منطقه

## نگارخانه

- پرونده:تصویر مرحله ساخت سد هراز.jpg